# IW Весов
IW Весов (лат. IW Librae), HD 139541 — одиночная переменная звезда в созвездии Весов на расстоянии приблизительно 920 световых лет (около 282 парсеков) от Солнца. Видимая звёздная величина звезды — от +9,56m до +9,45m.

## Характеристики
IW Весов — жёлто-белая пульсирующая переменная звезда типа RR Лиры (RR:) спектрального класса F0V.